# Theristus bastiani
Theristus bastiani är en rundmaskart. Theristus bastiani ingår i släktet Theristus, och familjen Monhysteridae. Arten är reproducerande i Sverige.